# Erbovní listina

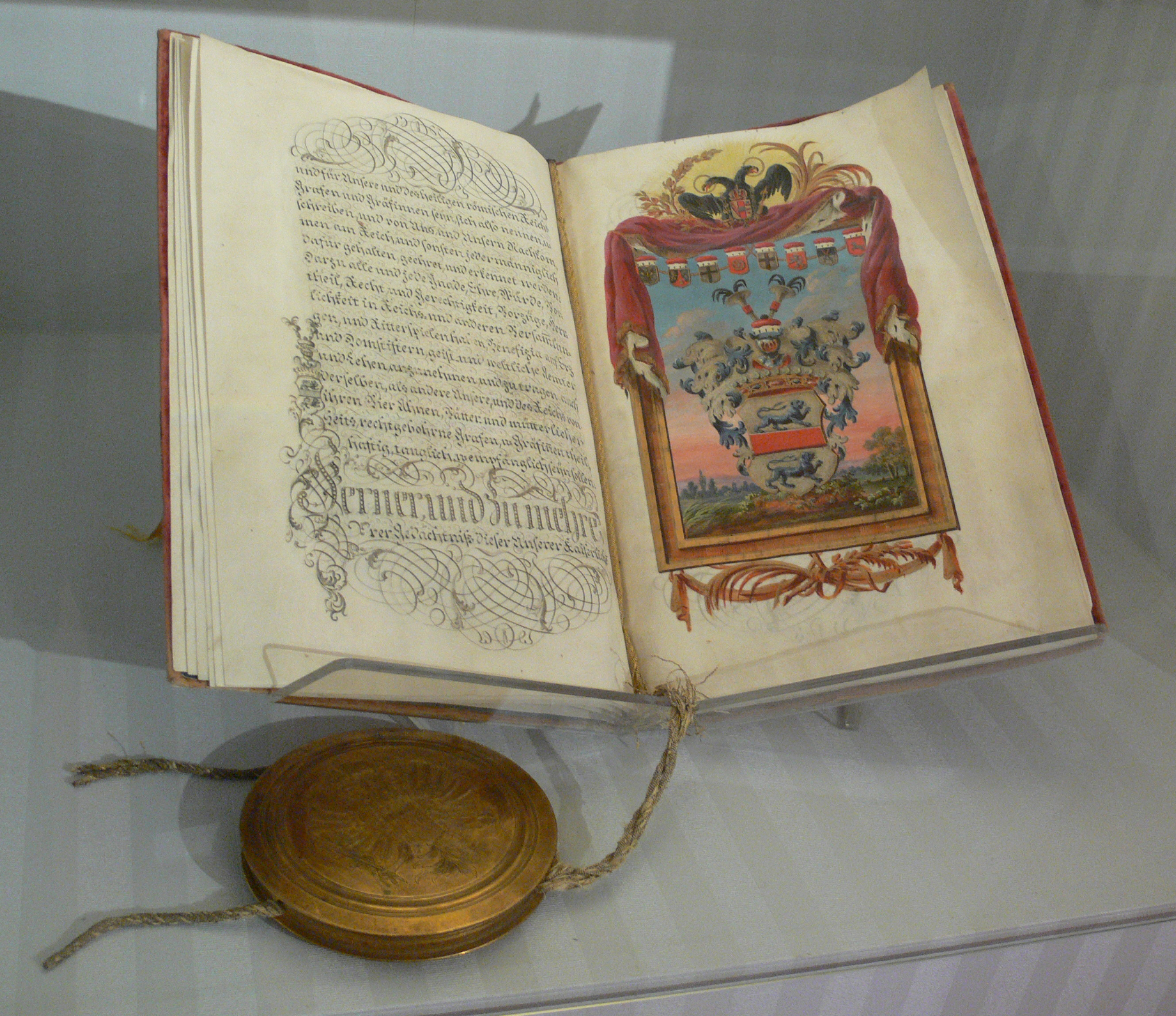
Nobilitační listina z roku 1785 císaře Leopolda II. Antonu Schenkovi von Stauffenberg (1734–1803)

Erbovní listina či znakové privilegium je listina, která obsahuje slovní popis udělovaného, potvrzovaného nebo polepšeného znaku či erbu a jeho miniaturu nebo alespoň jednu z těchto složek. Právo udělovat znak či erb nebo povyšovat osoby do šlechtického stavu a tedy vydávat takové listiny měl panovník, případně palatin nebo úřad herolda. Listina udělená fyzické osobě (erbovní měšťané, nobilitovaní, šlechta) se označují erbovní listina, nobilitační listina (při současném povýšení do šlechtického nebo do vyššího stavu), listina udělená právnické osobě (města, cechy, církevní instituce) je nazývána znaková listina, znakové privilegium a může obsahovat i další práva (povýšení na město, pečetit barevným voskem, právo výročního trhu apod.).

## Historie
Ve středověku erbovní listinou uděloval panovník rytířům erby. Tento typ listin se do střední Evropy rozšířil z Itálie. Nejstarší dochovanou erbovní listinou je privilegium císaře Ludvíka IV. Bavorského z 8. února 1338 hraběti Carbonesi a nejstarší známou nobilitační listinu vydal císař Karel IV. 30. září 1360 frankfurtskému měšťanu a duchovnímu Wickeru Froschovi.
- V českých zemích se nejstarší erbovní listina zachovala pouze v opisu. Vydána byla v roce 1360 Karlem IV. pro Dětřicha z Portic. Nejstarším dokladem v městské heraldice je listina Václava IV. z roku 1416 pro moravský Slavkov. V cechovní heraldice patří k nejstarším znakovým privilegiím listina Vladislava Jagellonského; je z roku 1473 a vydána byla pro staroměstské kožešníky.[1]

- Na území dnešního Slovenska vydal první erbovní listinu Karel Robert z Anjou v roce 1326 Mikuláši Herczegovi jako fyzické osobě. Nejstarší znakové privilegium pro právnickou osobu bylo vydáno městu Košice v roce 1369, a to nejen v uherském, ale i v celoevropském měřítku.

Původní jednoduché pergamenové či papírové listy byly ve Svaté říši římské postupně nahrazovány listinami v sešitové formě o 4–6 listech svázaných do sametových nebo kožených desek. Tato forma se poprvé objevuje v polovině 16. století, od poloviny 17. století převažuje. 
Listiny se zapisovaly do register buď jen v textové podobě, nebo i s miniaturním vyobrazením erbu. Takovýto soupis privilegií i s popisem a vyobrazením se nazývá armoriál (z latinského označení pro erbovní listiny litteræ armales či litteræ armorum).

### Zánik
Se zánikem cechů v roce 1859 zmizela i cechovní heraldika. Zánikem Rakouska-Uherska a Německého císařství († 1918) skončilo vydávání erbovních listin fyzickým osobám a užívání erbu církevními a šlechtickými hodnostáři se stalo soukromou záležitostí.

### Městská heraldika
Po vzniku Československa přežila a rozvíjí se heraldika státní a komunální.

## Typologie
Z právního hlediska existovaly tři druhy privilegií:
1. Listina potvrzující existující erb – používala se pouze v počátečním období
2. Donační listina – uděluje nový, do té doby nepoužívaný erb/znak
3. Augmentační listina – polepšuje existující erb o nové znamení, nebo mění barvu na kov